# گریس مک‌کالم

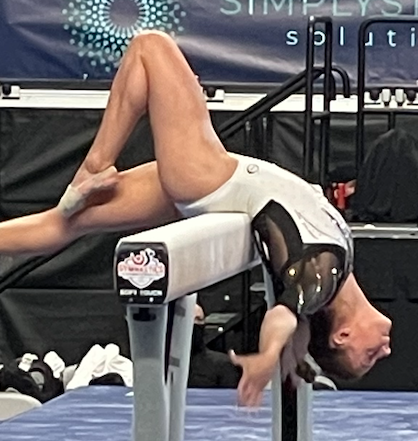
گریس مک‌کالم در سال ۲۰۲۱

گریس مک‌کالم (انگلیسی: Grace McCallum؛ زادهٔ ۳۰ اکتبر ۲۰۰۲) ژیمناست هنری زن اهل ایالات متحده آمریکا است.